# Рјавица
Рјавица (словен. Rjavica) је насељено место у општини Рогашка Слатина, Савињска регија, Словенија.

## Историја
До територијалне реорганизације у Словенији била је у саставу старе општине Шмарје при Јелшах.

## Становништво
У попису становништва из 2011., Рјавица је имала 148 становника.
| Број становника према пописима | Број становника према пописима | Број становника према пописима |
| ------------------------------ | ------------------------------ | ------------------------------ |
| 1991                           | 2002                           | 2011                           |
| 130                            | 156                            | 148                            |

Напомена: Године 1979. смањено је за део насеља који је био припојен насељу Рогашка Слатина.